# ديمتري فاديموفيتش سابلين
ديمتري فاديموفيتش سابلين هو سياسي روسي في مجلس الاتحاد الذي ولد في ماريوبول في عام 1968 وهو عضو في مجلس الدوما من الحزب روسيا المتحدة. تخرج من الأكاديمية العسكرية لهيئة الأركان العامة للقوات المسلحة الروسية والمدرسة العسكرية العليا الموسكوفية وجامعة روسيا الحكومية للسياحة والخدمات. كان مستشارا لبوريس غروموف في عام 2003.